# 鳥喙

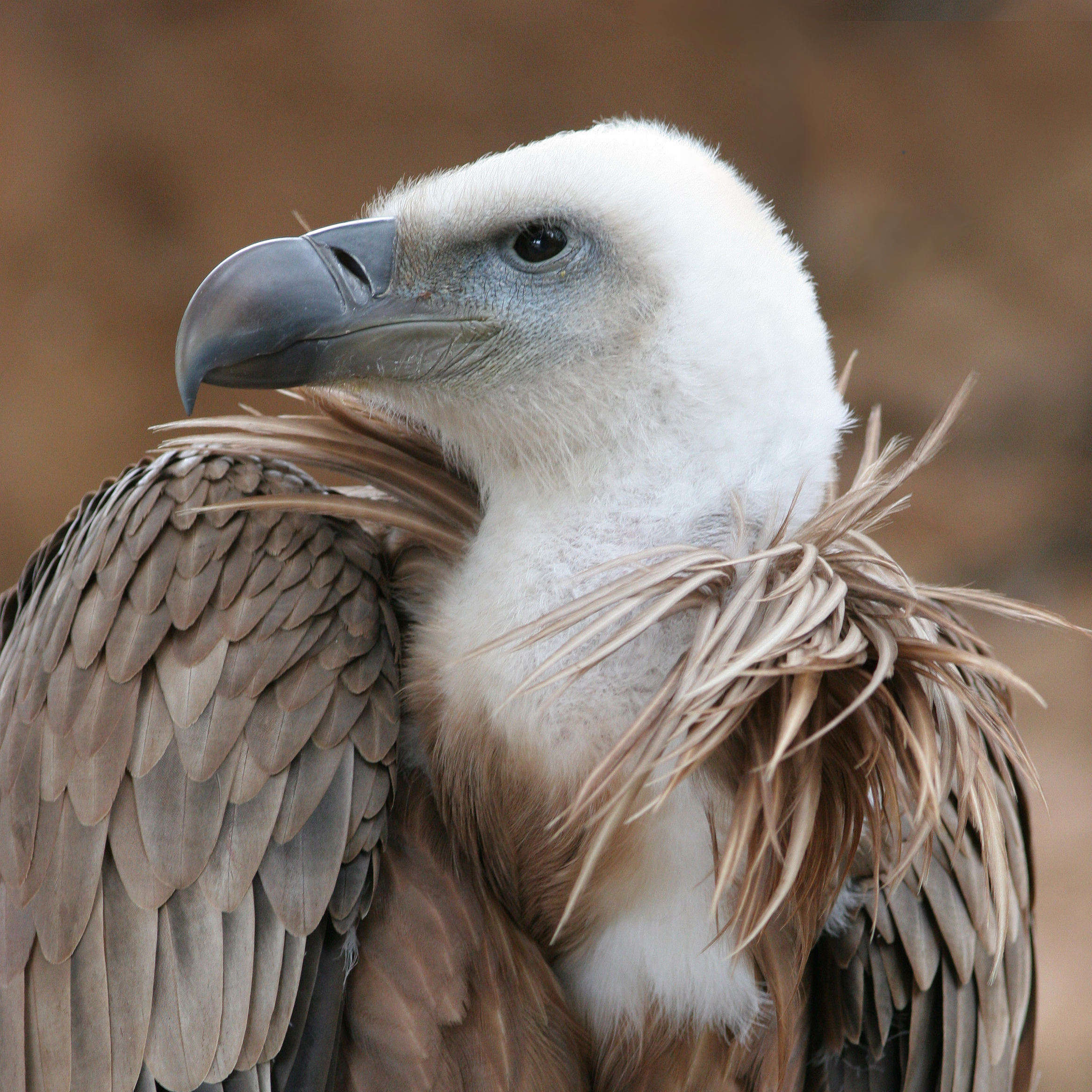
有黑色鳥喙的西域兀鷲。

鳥喙，又稱鳥嘴，簡稱喙或嘴是鸟类上下颌包被的硬角质鞘，相當於哺乳动物吻突、唇和齿的功能。喙的主要功能是取食和梳理羽毛。某些恐龍也有類似的構造，不過不一定與鳥類同源。

## 喙的形态
达尔文正是研究了加拉帕戈斯群岛雀类的喙的变化从而提出了进化论的思想。喙的形态由于鸟类取食方式不同而有很大变异。鳥的喙可大致分為以下各類:
|                             | Generalist/通用                                                          | 家鴉 |
| Insect catching/食虫        | 灰鶲：食昆蟲的鳥-尖而細長，方便從窄縫中把昆蟲抽出。                      |      |
| Grain eating/食谷           | 红腹灰雀                                                                 |      |
| Coniferous-seed eating/食松 | 紅交嘴雀：上下喙是交叉的，无法对齐，这样可以方便从鲜松果中取出松子。     |      |
| Nectar feeding/食蜜         | 花蜜鸟                                                                   |      |
| Fruit eating/食果           | 彩虹巨嘴鳥：食果实的鳥-粗短成圓錐形，方便把堅硬的果子咬破。              |      |
| Chiseling/凿木              | 白腹黑啄木鸟：喙又硬又直，能撬开树皮或者在树干上啄洞。                   |      |
| Dip netting/抄网            | 褐鹈鹕：喙下有一个可以自由伸缩的大皮囊，可以用来储存食物。               |      |
| Surface skimming            | 黑剪嘴鸥：下喙比上喙大而长，它贴近水面飞行时，可以用下喙在水中捞取食物。 |      |
| Scything                    | 反嘴鹬                                                                   |      |
| Probing                     | 鹮嘴鹬                                                                   |      |
| Filter feeding              | 美洲紅鸛：上喙隆起而庞大，能像勺子一样捞取水中的藻类。                   |      |
| Aerial fishing              | 斑鱼狗：食魚的鳥尖長及銳利，方便叉著游動的魚。                           |      |
| Pursuit fishing             | 红胸秋沙鸭：喙扁平而寬闊、边缘呈锯齿状，能把水中的浮游生物滤出来。       |      |
| Scavenging/食腐             | 小黃頭美洲鷲                                                             |      |
| Raptorial/食肉              | 鷹：食肉的鳥有粗壯、带鉤的喙，非常锋利，方便捕殺及撕開獵物。             |      |

## 喙的特殊结构
- 犀鸟的上喙基部形成巨大的头盔，其下的骨骼有窦隙形成海绵状结构以减轻喙的重量。
- 秧鸡科的鸟，如骨顶鸡（Fulica atra）的上喙基部向后延伸形成额板，下部也有骨板支持。
- 卵牙（英语：Egg tooth）：在雏鸟破壳前，其上喙顶端都长有一个向上突出的角质结构，称为“卵牙”，卵牙是用来帮助雏鸟啄开卵壳的，出壳后2-3天脱落。

### 嘴峰
嘴峰（Culmen）是一條隆起線，從喙基與羽毛交界處開始，沿著喙的正中央延伸。